# 斎康敬
斎 康敬（さい・やすたか、1973年9月15日 - ）は、NHKの元チーフアナウンサー、ディレクター。

## 人物
宮城県仙台市出身。宮城県仙台第一高等学校を経て、日本大学法学部を卒業後、1997年に入局。

## 挿話
- 主に、出身地である北日本中心の勤務。青森では東北訛りの強さを買われ、青森局名物番組になっていた方言で作る川柳番組の担当を任された。
- 高校3年在籍時の1991年、クイズ研究会第1期メンバーとして日本テレビ主催『第11回全国高等学校クイズ選手権』に出場。宮城県代表として全国大会に進出し、準々決勝まで勝ち進んだ[2]。
- 「鉄道好き」でもあり、東北新幹線全線開業記念特番のリポーターに起用された[3]。
- 公式ホームページの本人の記述によると、かつて、シジミの取材で島根県の宍道湖を訪れたことがある。
- 2021年の人事異動で大分放送局へ異動[3][4]。
- 朗読が得意である[4]。
- 2023年1月、福岡放送局へ異動[5]。
- 2023年7月、ラジオセンター（2度目）へ異動し、制作業務に携わることになった[6]。

## 現在の担当番組・業務
- ディレクター業務

## 過去の出演番組

### 秋田放送局時代（1997年6月 - 2001年7月）
- 秋田県のニュース・中継・リポート

### 北見放送局時代（2001年8月 - 2004年7月）
- オホーツクきんよう広場

### ラジオセンター時代（1度目）（2004年8月 - 2006年7月）
- ラジオ番組のディレクター業務

### 東京アナウンス室時代（2006年8月 - 2009年7月）
- ひるの散歩道（2006年4月 - 12月）
- ラジオ文芸館（2007年4月29日）
- NHK BSニュース
- ことばおじさんのナットク日本語塾「アナウンサーの方言ファイル」

### 青森放送局時代（2009年8月 - 2012年7月）
- 青森県のニュース・中継・リポート
- NHKニュースおはよう青森（不定期）
- ニュース845青森（不定期）
- 東北新幹線全線開通各種特集番組（2010年12月4日）
  - 新青森駅からの中継を中心に担当。
- お国言葉で川柳、なもあんだも（独立番組時代）
  - 末期は不定期出演。

### ラジオセンター時代（2度目）（2012年8月 - 2015年5月）
- ラジオ番組のディレクター業務

### 山形放送局時代（2015年6月 - 2017年5月）
- 山形局『今夜はなまらナイト』進行役・柴田徹は差し止められたという“全編方言”で地元仙台の方言「うるかす」を紹介。
- 山形県のニュース・中継・リポート
- ニュースやまがた6時（編集責任者・リポーター）
- やままる（編集責任者・リポーター）
- ニュース845やまがた（不定期）
- NHKニュースおはようやまがた（不定期）
- 放送部副部長（アナウンス統括）
- 山形局制作番組の編集責任者

### 松江放送局時代（2017年6月 - 2021年6月）
- 島根県のニュース・中継・リポート
- しまねっと845（不定期）
- おはよう島根（不定期）
- ニュース645しまね（不定期）

### 大分放送局時代（2021年7月 - 2022年12月）
- 大分県のニュース・中継・リポート
- ニュース845おおいた（不定期）
- 九州沖縄のニュース（2022年11月9日・応援派遣要員） - 福岡局より
- ニュース845福岡（2022年11月9日・応援派遣要員）
- はっけんラジオ - 福岡局より
  - 「健康講座・お酒を飲みながらダイエット!」（2022年11月9日）
- ラジオニュース（九州沖縄、R1・FM）の泊まり勤務担当（2022年11月10日 - 11月11日・応援派遣要員）[注釈 1]

### 福岡放送局時代（2023年1月 - 2023年6月）
- 福岡県・九州沖縄のニュース・気象情報（主に土曜日・日曜日の5時55分から12時15分までのラジオニュースを担当）